# Toiviojärvi
Toiviojärvi är en sjö i kommunen Jockas i landskapet Södra Savolax i Finland. Sjön ligger 101,4 meter över havet. Arean är 50 hektar och strandlinjen är 3,41 kilometer lång. Sjön  ingår i Vuoksens huvudavrinningsområde.   Den ligger omkring 38 kilometer öster om S:t Michel och omkring 250 kilometer nordöst om Helsingfors. 